# 海外悪性伝染病
海外悪性伝染病（かいがいあくせいでんせんびょう）は、国内には存在せず、侵入した場合は家畜や国民に深刻な影響をあたえる恐れのある感染症。日本では海外悪性伝染病防疫要領に19種が指定されており、病原性や世界における発生状況から、口蹄疫、アフリカ豚熱、牛疫の3種が最も重要である。予防は検疫の徹底が原則である。日本では「口蹄疫に関する特定家畜伝染病防疫指針（平成16年12月1日 農林水産大臣公表）」に基づき、各種の対策が行われている。なお指針の発表に伴い「要領（「口蹄疫防疫要領」）（平成14年6月24日付け農林水産省生産局畜産部長通知）」は廃止された。「海外悪性伝染病防疫要領」（農林水産省畜産局長通達，昭和50年9月16日付，一部改正昭和51年7月5日）は新要領とともに廃止済み。

## 海外悪性伝染病防疫要領における海外悪性伝染病
- 口蹄疫
- アフリカ豚熱
- 豚水胞病
- 牛肺疫
- 家禽コレラ
- 牛疫
- 水胞性口炎
- アフリカ馬疫
- 出血性敗血症
- 悪性カタル熱
- トリパノソーマ病
- ブルータング
- 牛丘疹性口炎
- 馬ウイルス性動脈炎
- 鼻疽
- 仮性皮疽
- 羊痘
- 狂犬病
- 高病原性鳥インフルエンザ